# فرودگاه عمومی هومستد
فرودگاه عمومی هومستد (به انگلیسی: Homestead General Aviation Airport) یک فرودگاه همگانی بهره‌برداری هوایی است که یک باند فرود آسفالت دارد و طول باند آن ۱۲۱۹ متر است. این فرودگاه در شهر میامی کشور ایالات متحده آمریکا قرار دارد و در ارتفاع ۲ متری از سطح دریا واقع شده‌است.

## منابع

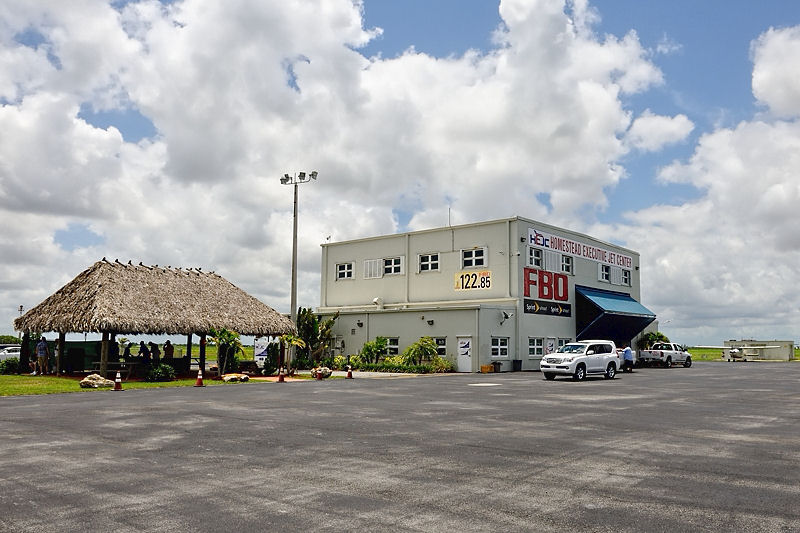
FBO

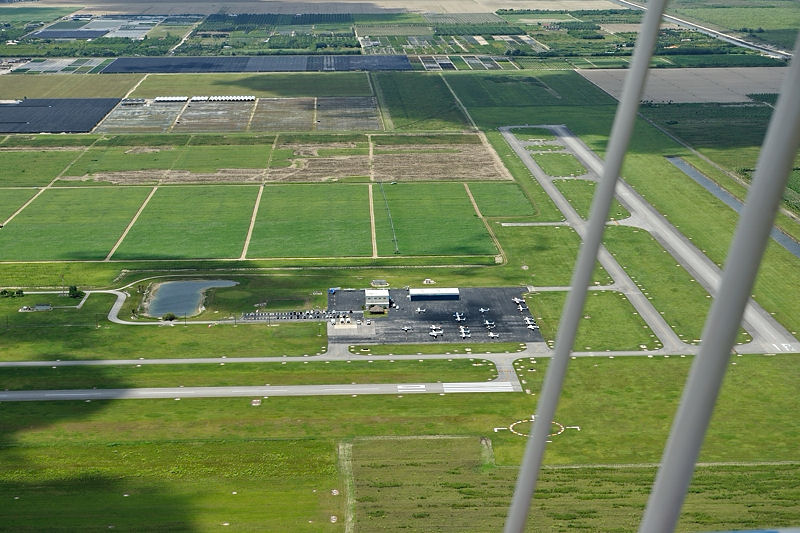
Runways